# Automatic Acoustic Management
Automatic Acoustic Management Analyzed - AAM é um método que tem a finalidade de diminuir os ruídos gerenciador de ruídos de dispositivos de armazenamento de dados de informática.   